# بيت رعد
بيت رعد هي قرية لبنانية من قرى قضاء بشري في محافظة الشمال.